# Herpyza grandiflora
Genre
Espèce
Synonymes
- Teramnus grandiflorus Griseb.[2]

Herpyza grandiflora est une espèce de plantes à fleurs dicotylédones de la famille des Fabaceae, sous-famille des Faboideae, originaire de Cuba. C'est l'unique espèce acceptée du genre Herpyza (genre monotypique).

## Liste des variétés
Selon Tropicos (14 octobre 2018) (Attention liste brute contenant possiblement des synonymes) :
- Herpyza grandiflora var. grandiflora
- Herpyza grandiflora var. stenophylla Urb.